# Widdum (Waltenhofen)
Widdum ist ein Gemeindeteil der Gemeinde Waltenhofen im schwäbischen Landkreis Oberallgäu. 

## Lage
Der Weiler Widdum liegt etwa sechs Kilometer südlich von Waltenhofen am rechten Ufer der Iller. Östlich des Ortes erstreckt sich der Widdumer Weiher, der seit 1997 ausgewiesenes Naturschutzgebiet mit einer Fläche von 30 Hektar ist.

## Geschichte
Widdum gehörte zur Gemeinde Martinszell im Allgäu. Mit ihrer Auflösung kam der Ort am 1. Januar 1978 zu Waltenhofen.